# Gaetano Moscuzza
Gaetano Moscuzza (Syracuse, 1 augustus 1820 – aldaar, 16 april 1909) was een medicus, burgemeester van Syracuse en senator voor het leven in het koninkrijk Italië.

## Levensloop

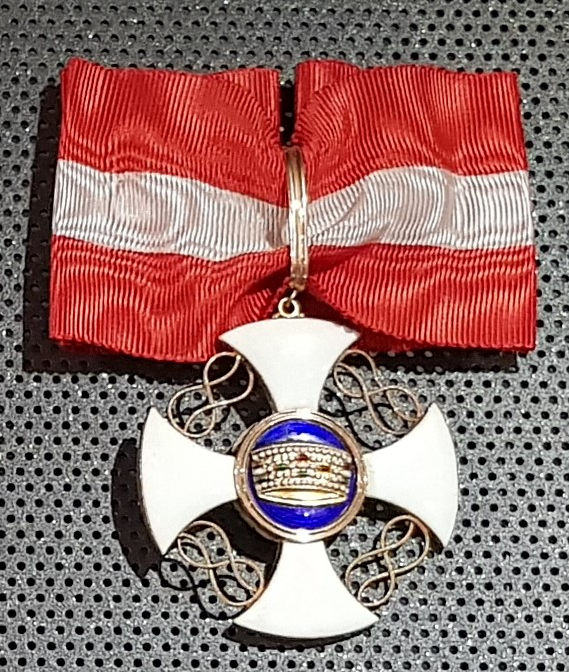
Commandeurskruis in de Orde van de Kroon

Moscuzza had een praktijk als medicus in Syracuse, in het koninkrijk der Beide Siciliën. Hij nam deel aan de Siciliaanse revolutie van 1848 gericht tegen het Huis Bourbon-Sicilië.
Na de eenmaking van Italië benoemde koning Victor Emmanuel II hem tot senator voor het leven (1863). Dit was mogelijk door het cijnskiesrecht: Moscuzza betaalde meer dan 3.000 lire jaarlijks aan belastingen. De Italiaanse senaat kwam destijds samen in Turijn, hoofdstad van Piëmont. Moscuzza pleitte in 1863 ervoor om de zetel van de senaat te verplaatsen naar Firenze. Pas in de jaren 1870, na de val van de Pauselijke Staat, zetelde de senaat in Rome.
Senator Moscuzza was burgemeester van Syracuse van 1866 tot 1867. Hij werd vereerd met het commandeurskruis in de Orde van de Kroon van Italië.
Hij was later in zijn leven langdurig ziek en overleed in 1909. Moscuzza was ongehuwd. 